# مرد عنکبوتی: فراتر از دنیای عنکبوتی
مرد عنکبوتی: فراتر از دنیای عنکبوتی (به انگلیسی: Spider-Man: Beyond the Spider-Verse) یک فیلم ابرقهرمانی پویانمایی آمریکایی است که در آن شخصیت مایلز مورالز / مرد عنکبوتیِ مارول کامیکس حضور دارد و توسط کلمبیا پیکچرز و سونی پیکچرز انیمیشن تولید و توسط گروه سینمایی سونی پیکچرز توزیع خواهد شد. این فیلم دنباله مرد عنکبوتی: در میان دنیای عنکبوتی (۲۰۲۳) و سومین و آخرین قسمت از سه‌گانه دنیای عنکبوتی است که در چندجهانی مشترک از جهان‌های متناوب به نام دنیای عنکبوتی روایت می‌شود. این فیلم به کارگردانی باب پرسیچتی و جاستین کی تامپسون بر اساس فیلمنامه‌ای از فیل لرد و کریستوفر میلر در کنار دیوید کالاهام نوشته شده است، و شامیک مور در آن به عنوان صداپیشه مایلز در کنار جیسون شوارتزمن و کاران سونی ایفای نقش می‌کند. داستان فیلم از پایان نفس‌گیر در میان دنیای عنکبوتی ادامه می‌یابد که در آن مایلز در یک جهان جایگزین به دام افتاده است.
سونی پیش از اکران فیلم در سال ۲۰۱۸ شروع به ساخت دنباله‌ای برای مرد عنکبوتی: به درون دنیای عنکبوتی کرد و در نهایت تصمیم گرفت آن را به دو فیلم تقسیم کند که در دسامبر ۲۰۲۱ اعلام شد. سومین فیلم در آوریل ۲۰۲۲ نامگذاری شد و تاریخ اکران آن در مارس ۲۰۲۴ تعیین شد. کارهای اولیه با تولید در میان دنیای عنکبوتی مصادف بود و آن فیلم ابتدا در اولویت قرار گرفت و فیلمنامه و انیمیشن آن متعاقباً به‌طور قابل توجهی تغییر کردند. این فیلم به دلیل این تغییراتِ تولید و همچنین اعتصابات ۲۰۲۳ سگ-افترا در ژوئیه، پس از اکران فیلم دوم از تاریخ اکران خود حذف شد و تولید آن در دسامبر پس از پایان اعتصاب از سر گرفته شد. نویسندگان و کارگردانان یک سال بعد اعلام شدند.
مرد عنکبوتی: فراتر از دنیای عنکبوتی قرار است در تاریخ ۲۵ ژوئن ۲۰۲۷ در ایالات متحده اکران شود.

## صداپیشه‌ها
- شامیک مور در نقش مایلز مورالز / مرد عنکبوتی:
نوجوانی که پس از مرگ پیتر پارکر جهانش نقش مرد عنکبوتی زمین-۱۶۱۰ را بر عهده گرفت و در یک جهان جایگزین به نام زمین-۴۲ گرفتار شده است.[۱][۲]
- هیلی استاینفلد در نقش گوئن استیسی / زن عنکبوتی: نسخه‌ای از گوئن استیسی که زن عنکبوتی زمین-۶۵ و معشوقه مایلز است.[۳]
- جیسون شوارتزمن در نقش دکتر جاناتون اون / اسپات:
دانشمند سابق الکمکس که پس از یک تصادف، با پورتال‌های بین بعدی پوشیده شد که به او اجازه می‌دهد در فضا و جهان‌های مختلف سفر کند.[۴]
- کاران سونی در نقش پاویتر پرابهاکار / مرد عنکبوتی هندی:
نسخه جهان جایگزین پیتر پارکر مستقر در مومبتان، هند[۵]

علاوه بر این، جرل جروم قرار است نقش صوتی خود را به عنوان نسخه زمین-۴۲ مایلز جی مورالس / پروولر از پایان فیلم قبلی، مرد عنکبوتی: در میان دنیای عنکبوتی (۲۰۲۳) تکرار کند.

## تولید

### توسعه

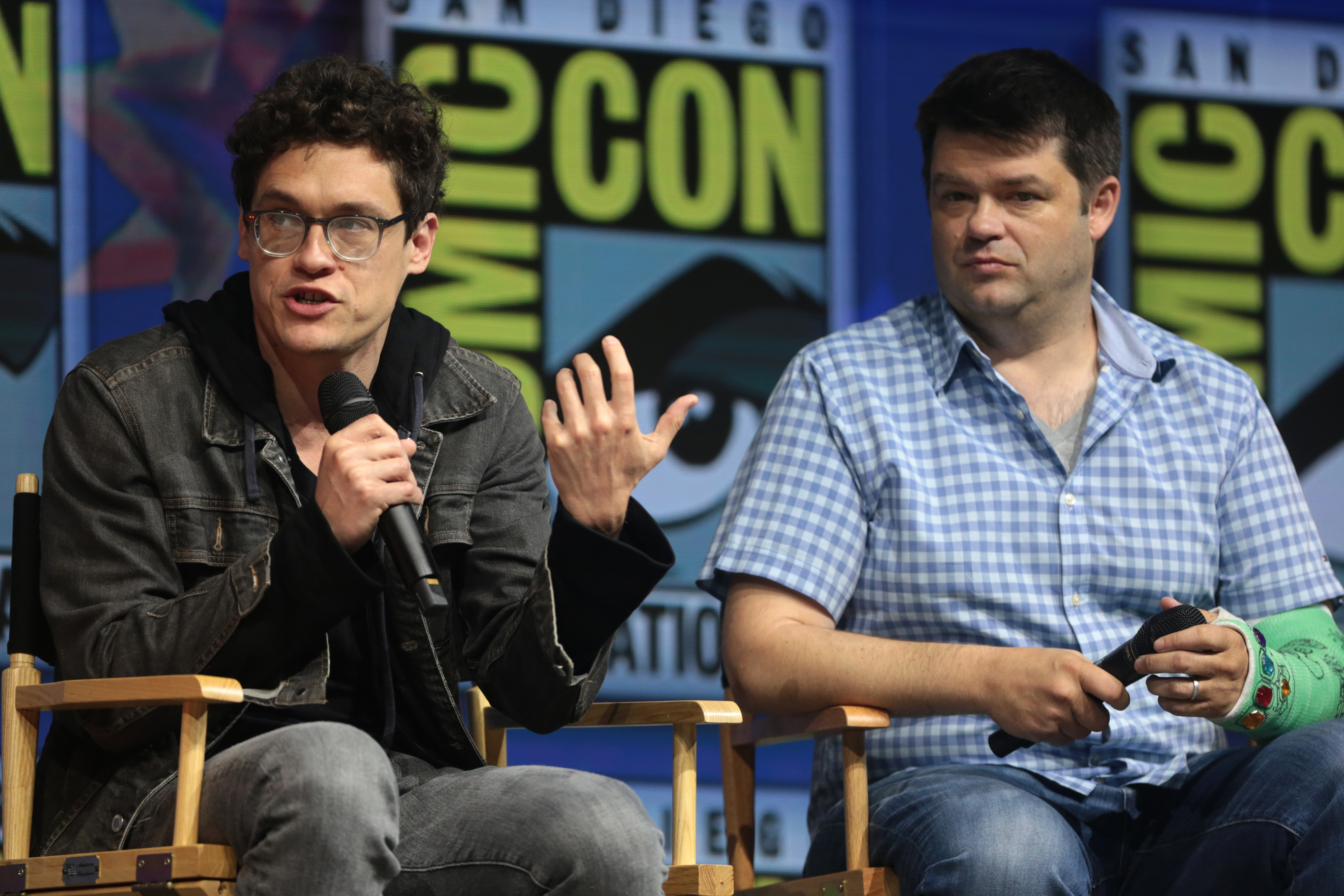
فیل لرد و کریستوفر میلر، نویسندگان/تهیه‌کنندگان مشترک، پس از تقسیم فیلم دوم به دو قسمت، برنامه‌های سومین فیلم را تغییر دادند.

در نوامبر ۲۰۱۸، پیش از اکران مرد عنکبوتی: به درون دنیای عنکبوتی (۲۰۱۸) سونی پیکچرز انیمیشن توسعه دنباله‌ای برای این فیلم را آغاز کرده بود. فیل لرد و کریستوفر میلر از اولین فیلم به عنوان تهیه‌کننده بازگشتند. پس از نوشتن داستان برای دنباله، آنها می‌خواستند شخصیت اسپات را به عنوان شخصیت شرور تعریف کنند و در حالی که فیلم سوم برنامه‌ریزی‌شده در مراحل اولیه ساخت بود، متوجه شدند که داستان برای گنجاندن در یک فیلم خیلی زیاد است و تصمیم گرفتند فیلم را به دو قسمت تقسیم کنند. این کار در دسامبر ۲۰۲۱ همراه با عناوین به درون دنیای عنکبوتی (قسمت اول) و (قسمت دوم) فاش شد. کار بر روی هر دو بخش به‌طور همزمان انجام می‌شد، که لرد و میلر با کارگردانان روی آنها کار می‌کردند. قسمت دوم در ابتدا انتظار می‌رفت در سال ۲۰۲۳ منتشر شود، اما تاریخ انتشار آن در ۲۹ مارس ۲۰۲۴ تعیین شد، زمانی که سونی پیکچرز انتشار قسمت اول را از اکتبر ۲۰۲۲ به ژوئن ۲۰۲۳ تغییر داد. این دو فیلم در آن زمان تغییر نام دادند و به مرد عنکبوتی: در میان دنیای عنکبوتی (۲۰۲۳) و فراتر از دنیای عنکبوتی تبدیل شدند. تقریباً در این زمان، جنبه‌های اصلی فیلمنامه فیلم سوم، استوری‌بردها، و برخی از کارهای توسعه بصری و هنر مفهومی که در زمان ساخت فیلم به عنوان قسمت دوم رخ داد، ظاهراً کنار گذاشته شدند و به حالت تعلیق درآمدند تا بتوان از آن منابع برای تکمیل فیلم دوم استفاده کرد. تا آن زمان، انتظار نمی‌رفت فراتر از دنیای عنکبوتی از نظر داخلی به تاریخ اکران خود در مارس ۲۰۲۴ برسد، که به دلیل جنبه‌های فنی و انتظارات بالای فیلم غیرواقعی تلقی می‌شد، و انتظار نمی‌رفت تا سال ۲۰۲۶ یا حتی ۲۰۲۷ اکران شود. در جریان جشنواره بین‌المللی فیلم انیمیشن انسی در ژوئن ۲۰۲۲، سونی اعلام کرد که اسپات به عنوان آنتاگونیست در فیلم‌های در میان دنیای عنکبوتی و فراتر از دنیای عنکبوتی عمل خواهد کرد.
پس از انتشار در میان دنیای عنکبوتی در ژوئن ۲۰۲۳، لرد و میلر گفتند که فراتر از دنیای عنکبوتی سه‌گانه فیلم‌ها و قوس شخصیتی داستان مایلز مورالز را به پایان می‌رساند. این دو همچنین به گزارش‌های تأخیر احتمالی فیلم و عدم پیشرفت تولید پاسخ دادند و گفتند که تولید برای تکمیل فیلم زمان لازم را می‌گیرد و اگر در برنامه خود قرار نداشته باشد تاریخ انتشار را رزرو نمی‌کنند. ماه بعد، سونی فراتر از دنیای عنکبوتی را از برنامه انتشار خود به دلیل اعتصابات ۲۰۲۳ سگ-افترا حذف کرد، که مانع از ضبط صدا برای فیلم شده بود؛ بنابراین تاریخ مارس ۲۰۲۴ به شکارچیان روح: امپراتوری یخ‌زده داده شد و انتظار می‌رفت که تاریخ انتشار جدید در هفته‌های بعدی برنامه‌ریزی شود. پس از پایان اعتصاب در نوامبر، ضبط صدا ادامه یافت، اگرچه مشخص نبود که آیا فیلم هنوز در سال ۲۰۲۴ منتشر خواهد شد یا خیر. تولید فیلم تا دسامبر ۲۰۲۳ مجدداً آغاز شد، و میلر گفت که داستان «پایانی رضایت‌بخش» برای سه‌گانه خواهد بود که به همان اندازه فیلم‌های قبلی احساساتی است. در آن زمان، سونی تاریخ انتشار ۲۷ ژوئن ۲۰۲۵ را برای یک فیلم نامشخص مارول رزرو کرده بود، اما بعداً این تاریخ حذف شد و استودیو در نهایت برنامه‌ای برای انتشار فیلم در آن سال نداشت.
پس از اینکه تونی وینسیکورا، مدیر عامل سونی پیکچرز، در می ۲۰۲۴ گفت که استودیو در حال بررسی فرصت‌های مختلف برای کاهش هزینه و کارآمدتر کردن فیلم‌های خود با استفاده از هوش مصنوعی (AI) است، که موضوع اصلی اختلافات کارگری هالیوود در سال ۲۰۲۳ بود، میلر به نگرانی‌ها در مورد استفاده از هوش مصنوعی مولد پاسخ داد. او توضیح داد که هدف آنها از این فیلم‌ها ایجاد سبک‌های بصری است که در فیلم‌های اصلی پویانمایی رایانه‌ای استفاده نمی‌شود و از طریق هوش مصنوعی کار هنرمندان دیگر را تغییر نمی‌دهند. برخی از فناوری‌های یادگیری ماشین، که متمایز از هوش مصنوعی مولد هستند، قبلاً روی پروژه انجام شده بودند، که توسط سونی پیکچرز ایمج‌ورکز برای کمک به انیماتورها در طول تولید فیلم‌های قبلی فرنچایز استفاده شده بود. دانیل پمبرتن آهنگساز، ماه بعد گفت که تیم خلاق در حال «دور زدن» از فیلم هستند. او گفت که در ساخت فیلم به عنوان پایان‌بندی سه‌گانه تحت فشار قرار داشتند، زیرا برای خود حد بالایی تعیین کرده بودند، و توضیح داد که آنها به دنبال اجتناب از تکرار «اشتباهات» قسمت سوم همانند فرانچایزهای دیگری، مانند پدرخوانده: قسمت سوم (۱۹۹۰) بودند. کاران سونی، که صداپیشگی پاویتر پرابهاکار / مرد عنکبوتی هندی را بر عهده دارد، در ماه اوت گفت که ضبط صدا قرار است تا «چند ماه دیگر» آغاز شود و این فیلم «عمیقاً در دست تولید» قرار دارد. ماه بعد، روزنامه‌نگار جف اسنایدر گزارش داد که فراتر از دنیای عنکبوتی بعید است تا سال ۲۰۲۷ منتشر شود. او گفت که پس از حذف و تغییر چندین صحنه به انیماتورها فرصت بیشتری برای کار روی فیلم داده‌اند و انتظار نمی‌رود سونی فیلم را در همان سالی منتشر کند که چهارمین فیلم لایو اکشن مرد عنکبوتی از مارول استودیوز، منتشر می‌شود. اسنایدر گزارش داد که تأخیر اکران این فیلم باعث تعجب برخی از انیماتورها شده است که گفته می‌شود از این تصمیم راحت شده‌اند. پمبرتون و میلر متعاقباً انکار کردند که اکثریت فیلم همان‌طور که قبلاً گزارش شده بود تدوین شده است و گفتند که حلقه‌های فیلم در حال تولید هستند.
در دسامبر ۲۰۲۴، کارگردانی فیلم توسط باب پرسیچتی و تامپسون تأیید شد، در حالی که جینکو گوتوه به عنوان تهیه‌کننده به این فیلم ملحق شد و لرد و میلر با همکاری دیوید کالاهام، نویسنده فیلم در میان دنیای عنکبوتی، فیلمنامه را نوشته‌اند. پرسیچتی یکی از کارگردانان فیلم به درون دنیای عنکبوتی و تهیه‌کننده اجرایی در میان دنیای عنکبوتی بود، در حالی که تامپسون طراح تولید اولین فیلم و یکی از کارگردانان فیلم دوم بود. در حالی که انتظار می‌رفت پاورز و دوس سانتوس در کنار تامپسون به عنوان کارگردان از در میان دنیای عنکبوتی بازگردند، میلر گفت که پرسیچتی و تامپسون از زمان شروع تولید، کارگردانان فیلم بوده‌اند. در پایان ماه، اسنایدر همچنین گزارش داد که پتانسیل اکران فراتر از دنیای عنکبوتی در سال ۲۰۲۶ وجود دارد، زیرا چهارمین فیلم مرد عنکبوتی استودیو مارول پتانسیل این را داشت که تا سال ۲۰۲۷ به تعویق بیفتد. در ژانویه ۲۰۲۵، جرل جروم - صداپیشه نسخه زمین-۴۲ مایلز جی مورالز / پروولر - گفت که ضبط صدا هنوز شروع نشده بود زیرا تولید هنوز در حال بررسی چندین جزئیات بود، اما نظرش در مورد روند تولید مثبت بود.

### انتخاب بازیگران و ضبط صدا

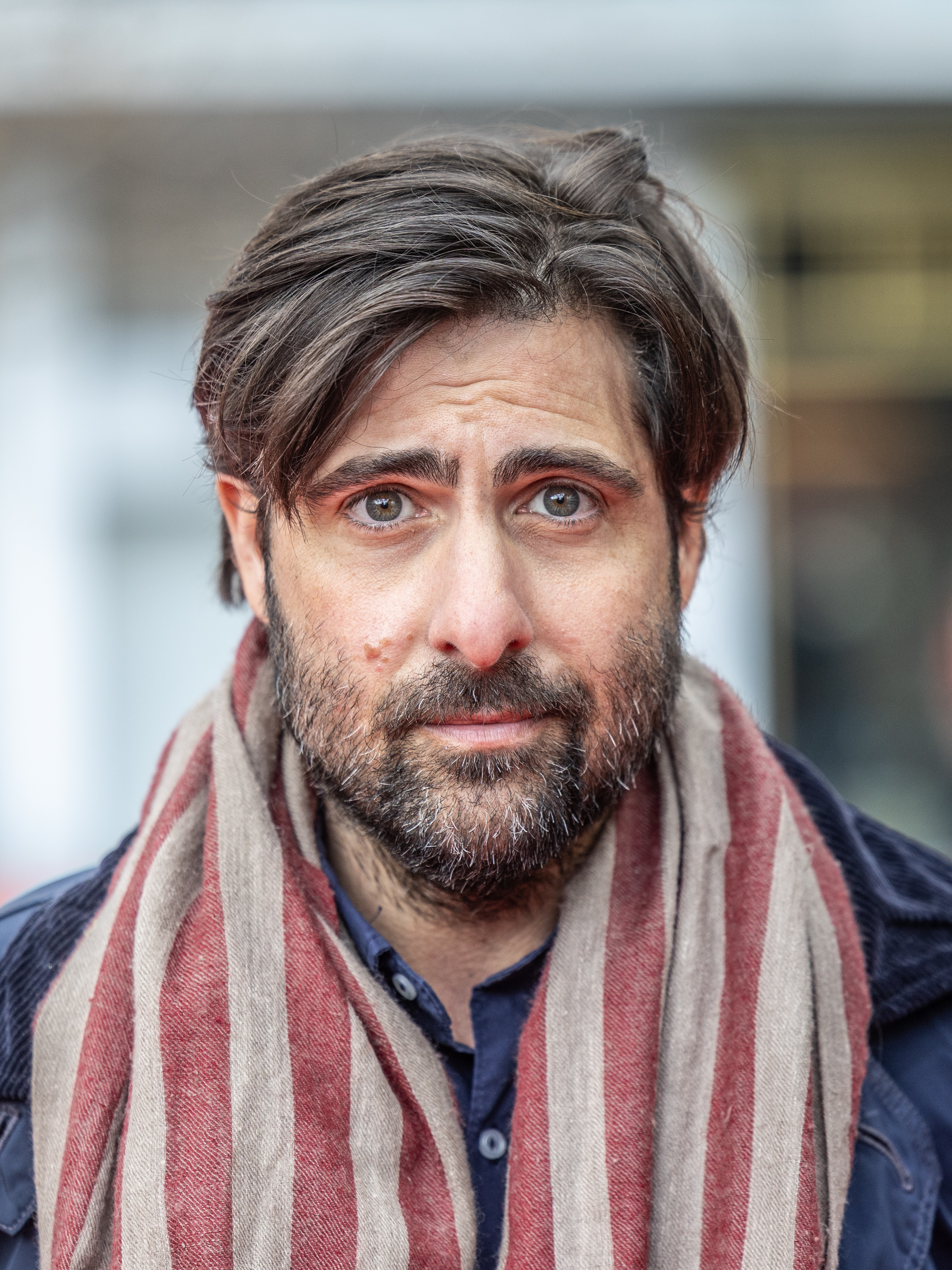
جیسون شوارتزمن اولین بازیگری بود که تأیید شد برای فراتر از دنیای عنکبوتی بازگشته است

چندین بازیگر نقش‌های خود را از در میان دنیای عنکبوتی تکرار می‌کنند، از جمله شامیک مور در نقش مایلز مورالز، هیلی استاینفلد در نقش گوئن استیسی / زن عنکبوتی، کاران سونی در نقش پاویتر پرابهاکار، جیسون شوارتزمن در نقش اسپات، و جارل جروم در نقش مایلز جی مورالز / زمین-۴۲. در ژانویه ۲۰۲۴، جیک جانسون ابراز علاقه کرد که نقش خود را در نقش پیتر بی پارکر از فیلم‌های قبلی بازی کند و ایده‌هایی برای بازگشت این شخصیت به لرد ارائه کرده بود. در ماه اوت، سونی گفت که ضبط صدا در ماه‌های بعد آغاز می‌شود، پس از آنکه اعتصاب سگ-افترا آن را به تعویق انداخت، اما این کار هنوز تا ژانویه ۲۰۲۵ آغاز شده بود. استاینفلد گفت که او تا آوریل ضبط‌هایی را آغاز کرده بود و آن‌ها «به خوبی» در این فرایند قرار داشتند.

### موسیقی
خواننده d4vd در آوریل ۲۰۲۴ اعلام کرد که در حال کار روی آهنگی برای موسیقی فراتر از دنیای عنکبوتی است. دنیل پمبرتون از دو فیلم اول بازگشت تا موسیقی فیلم را در ژوئن همان سال بسازد، و گفت که تمرکزش را بر پیوند موسیقی فراتر از دنیای عنکبوتی با فیلم‌های قبلی برای ایجاد انسجام بین آنها گذاشته است.

## انتشار

### سینمایی
مرد عنکبوتی: فراتر از دنیای عنکبوتی قرار است توسط گروه سینمایی سونی پیکچرز در تاریخ ۲۵ ژوئن ۲۰۲۷ در سینماهای ایالات متحده اکران شود. پیش از این تاریخ اکران برای ۴ ژوئن ۲۰۲۵ تعیین شده بود. این فیلم قرار است در آی‌مکس و سایر فرمت‌های بزرگ (PLF) در سینما منتشر شود. این فیلم در ابتدا قرار بود در ۲۹ مارس ۲۰۲۴ منتشر شود، اما در ژوئیه ۲۰۲۳، به دلیل تأخیر در تولید و اعتصاب سگ-افترا که مانع از تکمیل ضبط صدا برای رسیدن به آن تاریخ انتشار شد، از تقویم انتشار سونی حذف شد. در آوریل ۲۰۲۴، خواننده «d4vd» گفت که این فیلم در سال ۲۰۲۵ اکران خواهد شد، در آن زمان سونی ۲۷ ژوئن همان سال را برای یک فیلم نامشخص مارول رزرو کرده بود، اما این تاریخ اکران در نهایت لغو شد و متعاقباً فیلم برای اکران در آن سال برنامه‌ریزی نشد. در سپتامبر ۲۰۲۴، اسنایدر گزارش داد که انتظار نمی‌رفت فراتر از دنیای عنکبوتی تا سال ۲۰۲۷ اکران شود، زیرا پمبرتون و میلر آن را انکار کردند، و او بعداً گزارش داد که پتانسیلی برای فراتر از دنیای عنکبوتی وجود دارد، زیرا چهارمین فیلم مرد عنکبوتی مارول استودیو ممکن است تا سال ۲۰۲۷ به تعویق بیفتد.

### رسانه خانگی
در آوریل ۲۰۲۱، سونی با نتفلیکس و دیزنی قراردادهایی را برای حقوق فیلم‌های ۲۰۲۲ تا ۲۰۲۶ آن‌ها، پس از نمایش فیلم‌های سینمایی و رسانه‌های خانگی امضا کرد. نتفلیکس برای حقوق پخش انحصاری «پرداخت ۱ پنجره» امضا کرد که معمولاً یک پنجره ۱۸ ماهه است و شامل تمام دنباله‌های دنیای عنکبوتی می‌شود. این قرارداد بر اساس یک قرارداد خروجی موجود است که نتفلیکس در سال ۲۰۱۴ با سونی امضا کرده بود. دیزنی برای حقوق «پرداخت ۲ پنجره» برای فیلم‌ها امضا کرد، که در دیزنی پلاس و هولو و همچنین در شبکه‌های تلویزیونی خطی دیزنی پخش خواهد شد.